# Bruce Bartholow Duncan
Bruce Bartholow Duncan (Nashville, EUA, 22 de abril de 1949) é um médico, professor e pesquisador estadunidense radicado no Brasil desde 1983. Atualmente, é professor titular da Faculdade de Medicina da Universidade Federal do Rio Grande do Sul. Em sua carreira, vem desenvolvendo pesquisas de caráter epidemiológico sobre doenças crônicas, como diabetes e obesidade.
Formou-se em Medicina pela Universidade Johns Hopkins (1979), onde também obteve o grau de mestre em Saúde Pública (1979). Cursou doutorado em Medicina na Universidade Federal do Rio Grande do Sul (1991) e pós-doutorado em Epidemiologia na Universidade da Carolina do Norte (1993).
Desde sua primeira edição, em 1991, é o principal organizador da obra "Medicina Ambulatorial: Condutas de Atenção Primária Baseada em Evidências" (5 edições), uma das publicações sobre a prática em atenção primária à saúde mais difundidas no Brasil.
É membro titular da Academia Brasileira de Ciências desde 2016.
É casado com a também pesquisadora Maria Inês Schmidt, que conheceu na Johns Hopkins e com quem teve dois filhos, Michael e Laura.